# The Slacker (film 1917 Cabanne)
The Slacker è un film muto del 1917 sceneggiato e diretto da Christy Cabanne. Prodotto e distribuito dalla Metro Pictures Corporation, aveva come interpreti Emily Stevens, Walter Miller, Leo Delaney.

## Trama
Robert Wallace, giovane rampollo di una ricca famiglia, si sposa per sfuggire alla chiamata alle armi. Ma Margaret, la novella sposa, quando scopre le vere ragioni della fretta del marito per anticipare le nozze, cerca di indurre Robert ad assumersi le sue responsabilità. All'inizio con scarso successo, tanto da essere indotta ad accusarlo di non essere altro che uno spregevole vigliacco. Quando però un tedesco insulta la bandiera, Robert decide di arruolarsi. Margaret, benché abbia scoperto di essere rimasta incinta, non gli rivela il suo stato, preferendo il bene del paese a quello proprio e assiste alla partenza del marito senza rivelargli il suo segreto.

## Produzione
Il film fu prodotto dalla Metro Pictures Corporation.

## Distribuzione
Il copyright del film venne registrato il 10 luglio 1917. Distribuito dalla Metro Pictures Corporation, uscì nelle sale cinematografiche statunitensi il 16 luglio 1917.
Copia completa della pellicola si trova conservata negli archivi della MGM.